# Święty Filip Neri (miniserial)
Święty Filip Neri (wł. Preferisco il Paradiso) – miniserial religijny produkcji włoskiej z 2010, w reżyserii Giacomo Campiottiego, z Gigi Proiettim w roli głównej, którego scenariusz oparty został na biografii rzymskiego filipina św. Filipa Neri.
Serial wyprodukowany przez wytwórnie filmowe Lux Vide oraz Rai Fiction wyemitowany pierwszy raz 20 i 21 września 2010 na kanale Rai 1. Pierwszą część obejrzało 6 345 000 widzów, co stanowiło 23,88% widowni, drugą część obejrzało 7 165 000, co stanowiło 27,37% widowni.

## Fabuła
Ksiądz Filippo Neri przybywa do Rzymu doby kontrreformacji, by dołączyć do grupy jezuitów udających się z misją do Indii. Nie może jednak zrealizować swoich planów i pozostaje w stolicy papiestwa. Zajął się duszpasterstwem prostych ludzi, miejskiej biedoty. Szybko znalazł naśladowców, także wśród wychowanków. Przyciągał do Kościoła swoją prostotą i humorem.

## Obsada
- Gigi Proietti jako św. Filip Neri
- Francesco Salvi jako Persiano Rosa
- Roberto Citran jako kard. Capurso
- Sebastiano Lo Monaco jako książę Nerano
- Francesca Chillemi jako Hipolita
- Antonio Silvestre jako Michele
- Josafat Vagni jako Mezzapagnotta
- Mariano Matrone jako Mezzapagnotta dziecko
- Francesca Antonelli jako Zaira
- Niccolò Senni jako Pierotto
- Adriano Braidotti jako Alessandro
- Francesco Grifoni jako Aurelio
- Toni Mazzara jako Galiotto
- Jesus Emiliano Coltorti jako Camillo
- Sergio Fiorentini jako papież Sykstus V